# Abu Qrenat
Abu Qrenat (Arabisch: ابو قرينات, Hebreeuws: אבו קרינאת) is een dorp in het noordwesten van de Negev. Het dorp maakt deel uit van de regionale raad van Neve Midbar. Het dorp heeft een oppervlakte van 7.320 dunam (7,32 km²).
Abu Qrenat · Abu Talul · Bir Hadaj · Qasr al-Sir